# Xanthocercis zambesiaca
Xanthocercis zambesiaca (Mashatu tree hoặc Nyala tree) là một loài rau đậu thuộc họ Fabaceae. Nó được tìm thấy ở Botswana, Malawi, Mozambique, Nam Phi, Zambia và Zimbabwe.